# Basilica Iulia

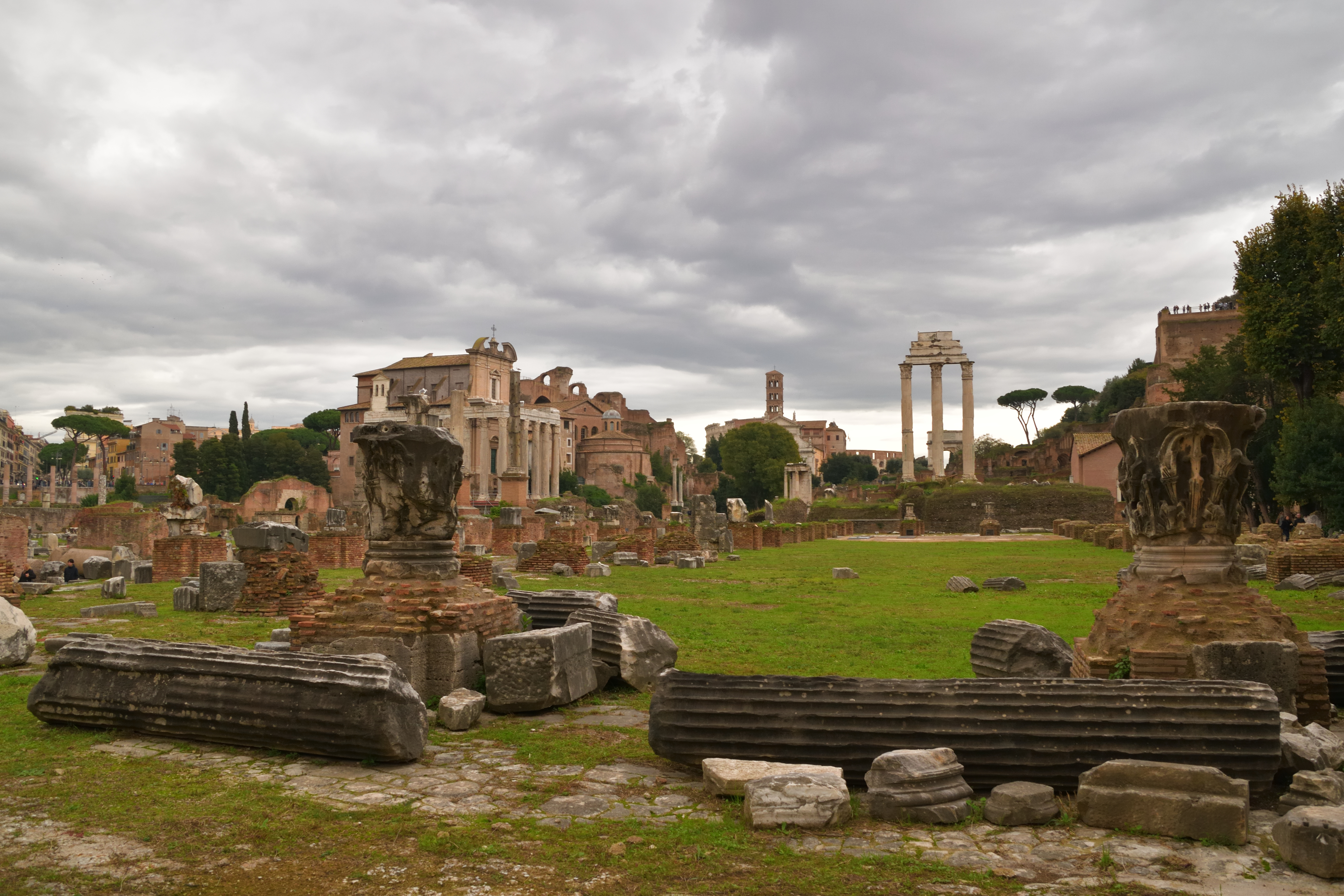
Das Areal der Basilica Iulia von NW mit zentralen Blick auf die Aedes Castoris und den Titusbogen im Hintergrund. Links sind der Tempel der Vesta, der Tempel des Romulus und der Tempel des Antoninus Pius und der Faustina zu erkennen.

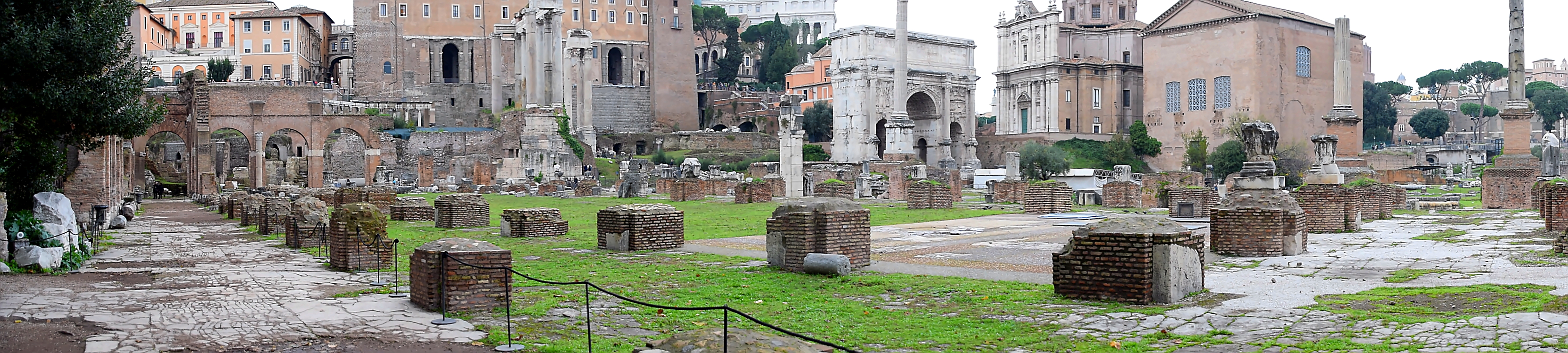
Panoramablick auf das Areal der Basilica Iulia aus SW gesehen.

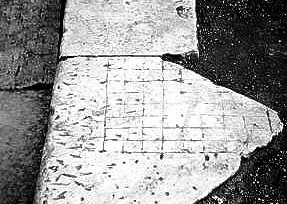
Treppenstufe mit Spielfeld

Die Basilica Iulia (eingedeutscht auch Julia) war ein antiker Hallenbau am Forum Romanum in Rom.
Der Bau der Basilika wurde wohl 54 v. Chr. von Gaius Iulius Caesar am Ort eines kleineren Vorgängerbaus, der Basilica Sempronia, und einer Ladenzeile, der tabernae veteres, begonnen. Die noch unfertige Basilica Iulia wurde 46 v. Chr. zur Zeit der Diktatur Caesars eingeweiht. Der Name leitet sich, wie bei römischen Bauten oft, vom Gentilnamen Caesars ab. Kurz nach der Vollendung unter Augustus wurde die Basilika durch einen Brand beschädigt, in vergrößerter Form wieder aufgebaut und 12 v. Chr. von Augustus im Namen seiner Adoptivsöhne Gaius und Lucius Caesar eingeweiht. In der Basilica tagte während der Kaiserzeit das Centumviralgericht. Nach einer weiteren Brandzerstörung 283 n. Chr. wurde sie unter Diokletian noch einmal neu aufgebaut.
Die Basilica Iulia war mit einer Länge von 101 m und einer Breite von 49 m die größte Basilika direkt am Forum Romanum. Sie lag an dessen Südseite zwischen dem Vicus Iugarius im Westen und dem Vicus Tuscus im Osten. Die Basilika besaß ein hohes Hauptschiff und Galerien über den Seitenschiffen sowie eine Apsis für den Richtersitz.
Die heutigen Reste lassen nur noch wenig erahnen. Interessant sind jedoch die in die Treppenstufen geritzten Spielbretter aus antiker Zeit, die auf müßiggängerischen Zeitvertreib verweisen.